# Carrizal Cinco de Febrero
Carrizal Cinco de Febrero är en ort i Mexiko.   Den ligger i kommunen Minatitlán och delstaten Veracruz, i den sydöstra delen av landet, 500 km öster om huvudstaden Mexico City. Carrizal Cinco de Febrero ligger 33 meter över havet och antalet invånare är 444.
Terrängen runt Carrizal Cinco de Febrero är huvudsakligen platt, men söderut är den kuperad. Runt Carrizal Cinco de Febrero är det ganska glesbefolkat, med 29 invånare per kvadratkilometer. Närmaste större samhälle är Cahuapan, 12,0 km sydväst om Carrizal Cinco de Febrero. Omgivningarna runt Carrizal Cinco de Febrero är en mosaik av jordbruksmark och naturlig växtlighet.